# Mauritiusfeldzug
Der Mauritiusfeldzug bezeichnet Maßnahmen zur Sicherung der Seewege im Indischen Ozean und die dauerhafte Eroberung der Inseln Mauritius und Rodrigues durch das Vereinigte Königreich in den Jahren 1809 und 1810. Erobert wurde auch die Insel Réunion, die jedoch nach den Friedensverhandlungen im Jahr 1814 an Frankreich zurückgegeben wurde.

## Vorgeschichte
Am 12. November 1808 verließ die französische 40-Kanonen-Fregatte Venus unter Kommodore Hamelin Cherbourg, wobei sie die britische Blockade des Hafens durchbrach. Zur selben Zeit segelten drei weitere 40-Kanonen-Fregatten nach den französischen Inseln Mauritius (damals Île de France genannt) und Réunion (damals Île Bonaparte) die Fregatte Manche unter Kapitän Breton aus Cherbourg, die Bellone unter Kapitän Duperre und die Caroline aus Nantes. Diese vier Fregatten sollten die französische Position im Indischen Ozean stärken und Handelskrieg gegen die Britische Ostindien-Kompanie betreiben.
Am 31. Mai 1809 eroberte die französische Fregatte Caroline bei einem Angriff zwei von drei britischen Ostindienfahrern (Honourable East India Company Service). Mit den Ostindienfahrern HEICS Streatham und HEICS Europe geriet Handelsware von drei Millionen Pfund in französische Hände. Dem dritten Ostindienfahrer HEICS Lord Keith gelang die Flucht. Am 26. Juli 1809 eroberte die Venus ein Handelsschiff der Ostindischen Handelskompanie. Am 12. Oktober 1809 griff eine die Fregatten begleitende Sloop eine Handelsniederlassung der Ostindischen Handelskompanie an.
Am Kap der Guten Hoffnung befanden sich zu dieser Zeit folgende britische Kriegsschiffe:
- die 36-Kanonen-Fregatten HMS Sirius und HMS Néréide,
- das 64-Kanonen-Linienschiff HMS Raisonable und
- die 18-Kanonen-Sloop HMS Otter.

Des Weiteren war die 38-Kanonen Fregatte HMS Boadicea auf dem Weg ans Kap der Guten Hoffnung.

## Erste Kämpfe auf Réunion
Captain Josias Rowley übernahm in dieser Situation auf Befehl von Admiral Bertie das Kommando über dieses kleine Geschwader. Um den Verlust der zwei Ostindienfahrer auszugleichen, segelte Rowley mit dem Geschwader nach Rodrigues, wo 386 britische Soldaten unter Lieutenant Colonel Keating stationiert waren. Beide einigten sich auf einen sofortigen Angriff auf den Hafen von Saint-Paul auf Réunion. Die 386 britischen Soldaten wurden auf die 36-Kanonen Fregatte Néréide und die Sloop Otter verschifft. Am 21. August 1809 gingen 604 britische Soldaten (386 Infanteristen von Keating, 136 Royal Marines und 100 Seeleute) an Land und eroberten die französischen Küstenbatterien.
Derweil griff das britische Geschwader von See aus an. Diesem Angriff konnten die französischen Verteidiger nichts entgegenstellen, St. Paul wurde erobert. Die britischen Verluste beliefen sich auf 15 Tote, drei Vermisste und 58 Verletzte, während die französischen Verluste unbekannt sind. Die britischen Soldaten konnten die Ostindienfahrer HEICS Streatham, HEICS Europe und eine Sloop zurückerobern, sowie die französische Fregatte Caroline erbeuten. Die Caroline wurde repariert und als HMS Bourbonaise unter Captain Robert Corbett in Dienst gestellt. Nach einer Woche verließen die britischen Truppen den Hafen wieder, wobei die Infanteristen nach Rodrigues zurückgebracht wurden.

## Weiterer französischer Handelskrieg
Währenddessen führten die beiden französischen Fregatten Venus und Manche begleitet von einer Sloop in der Bengalischen See Handelskrieg. Am 18. November 1809 eroberten die französischen Schiffe drei Ostindienfahrer – die HEICS Windham, die HEICS United Kingdom und die HEICS Charlton. Nur die HEICS Windham konnte nicht nach Mauritius gebracht werden, da sie Ende Dezember 1809 von der britischen 36-Kanonen-Fregatte HMS Magicienne zurückerobert wurde. Alle anderen Schiffe erreichten Mauritius. Die französische Fregatte Bellone eroberte in der bengalischen See am 2. November 1809 die britische 18-Kanonen-Sloop HMS Victor und am 22. November 1809 die portugiesische Fregatte Minerva. Diese drei Schiffe erreichten ebenfalls Mauritius. Nach der Hurrikansaison brachen die Bellone, die Minerve und die Sloop Victor in die bengalische See auf und eroberten trotz Widerstands am 3. Juli 1810 zwei reich beladene britische Ostindienfahrer – die HEICS Ceylon und die HEICS Windham. Ein weiterer Ostindienfahrer, die HEICS Astell, konnte entkommen. Insgesamt starben 22 britische Seeleute, 75 wurden verletzt. Auf französischer Seite waren 22 Tote und 38 Verletzte zu beklagen.

## Die Eroberung von Réunion

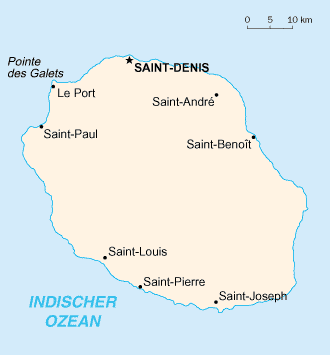
Karte von Réunion

Währenddessen sammelte sich das britische Geschwader nach der Hurrikansaison vor Rodrigues:
- die 36-Kanonen-Fregatte HMS Iphigenia unter Capt. Lambert,
- die 36-Kanonen-Fregatte HMS Magicienne unter Capt. Curtis,
- die 36-Kanonen-Fregatte HMS Néréide unter Capt. Nesbit Willoughby,
- die 38-Kanonen-Fregatte HMS Boadicea unter Kommodore Josias Rowley, während
- die 36-Kanonen-Fregatte HMS Sirius unter Capt. Samuel Pym Mauritius blockiert.

Auf Rodrigues befanden sich tausende Soldaten, welche auf 14 Transportschiffen von Indien aus losgeschickt worden waren. Am 3. Juli 1810 brachen alle Fregatten zusammen mit den 14 Transportschiffen auf, an Bord befanden sich 3650 britische und indische Soldaten unter Lieutenant Colonel Keating. Auch der zukünftige britische Verwalter der Inseln begleitete diese Expedition. Ab dem 6. Juli 1810 landeten die britischen Verbände von mehreren Seiten auf der Insel und griffen die Hauptstadt Saint-Denis an, die von 576 französischen Verteidigern gehalten wurde. Am 8. Juli 1810 kapitulierte der französische Gouverneur Jean-Chrysostôme Bruneteau de Sainte-Suzanne. Die britischen Verluste betrugen 22 Tote und 78 Verletzte. Die französischen Verluste sind unbekannt.

## Zwischenspiel

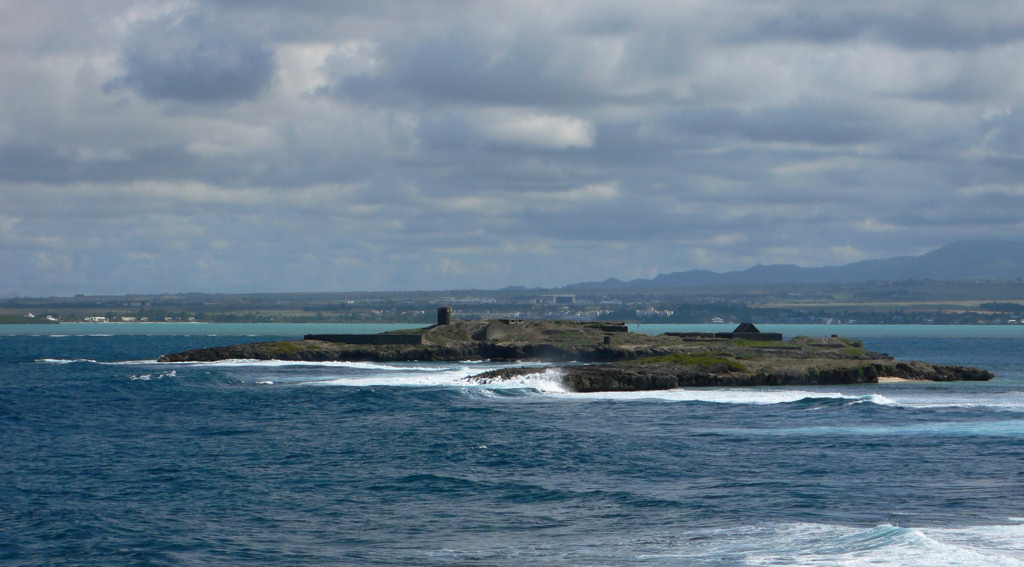
Île de la Passe

Die britischen Truppen blieben auf Réunion, während die britischen Fregatten zum Teil wieder auf See gingen, um Réunion zu sichern und Mauritius zu blockieren. Am 13. August 1810 eroberte die Fregatte Sirius die Île de la Passe vor Grand Port auf Mauritius, nachdem ein Angriff am 10. August gescheitert war. Die Eroberung der Île de la Passe kostete sieben britischen Soldaten das Leben, 18 weitere wurden verletzt. Kurz darauf wurde die Sirius von der Néréide abgelöst.
Am 20. August 1810 liefen die französische Fregatten Bellone und Minerve, die Sloop Victor und die Prise HEICS Ceylon nach Grand Port ein, wobei die Néréide und die Besatzung der Île de la Passe dies nicht verhindern konnten. Tags darauf wurde die HEICS Windham zurückerobert, des Weiteren kamen die Fregatten Sirius, Iphigenia und Magicienne zur Île de la Passe.

## Seeschlacht von Grand Port
Am 23. August 1810 stießen alle vier britischen Fregatten (Sirius, Iphigenia, Magicienne und Néréide) in den Hafen von Grand Port vor, um das französische Geschwader unter Victor Guy Duperré anzugreifen. Daraus folgte die Seeschlacht von Grand Port, ein sogenanntes Fregattengefecht. Der Kampf dauerte von 16 Uhr am 23. August bis zum nächsten Tag. Die Néréide und die Magicienne wurden von allen französischen Schiffen und den Hafenbatterien auf Entfernungen von 300 Metern zum Wrack geschossen. Die Néréide kapitulierte im Laufe des Tages, die aufgelaufenen Fregatten Sirius und die Magicienne wurden von der eigenen Besatzungen verbrannt. Die Iphigenia kehrte schwer beschädigt in den Schutz der Île de la Passe zurück, wo sie zusammen mit der Insel am 29. August 1810 kapitulierte.
Seit dem 20. August 1810 waren 108 Briten gestorben, weitere 182 wurden verletzt. Die Franzosen verloren 37 Gefallene und 112 Verletzte. Von den 281 Mann Besatzung der Néréide waren 92 Mann gefallen und 137 verwundet, womit nur 52 Mann unverletzt in Gefangenschaft gerieten.
Mit der französischen 40-Kanonen Fregatte Astrée kam Verstärkung aus Frankreich. Kommodore Josias Rowley und der HMS Boadicea standen nun sieben französische Fregatten gegenüber.

## Die Eroberung von Mauritius
Am 3. September 1810 kam die 38-Kanonen-Fregatte HMS Africaine vor Réunion an, am 12. September stand sie im Gefecht mit der Astrée und der Iphigenie (der früheren britischen Fregatte), sie wurde zusammengeschossen, wobei 50 Menschen einschließlich ihres Kommandanten starben und 113 verletzt wurden, die Franzosen verzeichneten 10 Tote und 35 Verletzte. Wenige Stunden später eroberte die Boadicea die Africaine zurück. Die Africaine war bald darauf wieder einsatzfähig. Am 17. September 1810 wurde die britische 32-Kanonen-Fregatte HMS Ceylon von der französischen Venus und der Minerve erobert, wobei 10 Tote und 31 Verletzte zu beklagen waren. Wieder war die britische Fregatte Boadicea in Reichweite und konnte die HMS Ceylon zurückerobern. Außerdem wurde die französische Fregatte Venus erobert.
Bis zum 21. November 1810 sammelten sich weitere britische Kriegsschiffe nahe Rodrigues: ein Linienschiff, die Fregatten HMS Cornwallis, HMS Nisus, HMS Menelaus, HMS Phoebe, HMS Doris, HMS Clorinde und HMS Psyché zusätzlich zur Boadicea, Africaine, Ceylon und Néréide. Dazu kamen weitere kleine Kriegsschiffe und 60 Transportschiffe, mit denen 10.000 Soldaten unter General John Abercrombie nach Rodrigues gebracht worden waren.
Diese Flotte unter dem Oberbefehl von Admiral Albemarle Bertie landete am 29. November 1810 das eingeschiffte Heer auf Mauritius. Der französische Gouverneur und Befehlshaber Charles Mathieu Isidore Decaen kapitulierte am 3. Dezember 1810.
Damit endete der Feldzug mit einem Erfolg: Sieben französische Fregatten waren erobert, dazu alle eroberten britischen Ostindienfahrer sowie kleinere Handelsschiffe. Réunion wurde nach Kriegsende an Frankreich zurückgegeben, während Mauritius und Rodrigues bei Großbritannien blieben. Josias Rowley wurde für seinen Einsatz hoch belohnt. Ein Entsatzunternehmen Frankreichs scheiterte 1811 nahe Madagaskar, wobei im Seegefecht von Tamatave weitere gegnerische Fregatten erobert wurden.

## Schiffsüberblick
Aufgrund der zulaufenden Verstärkung und Eroberung noch ein Überblick:

### Britische Flotte
- HMS Iphigenia, erobert in Grand Port 1811,
- HMS Magicienne verbrannt in Grand Port 1810,
- HMS Néréide abgewrackt in Grand Port 1811,
- HMS Boadicea,
- HMS Sirius verbrannt in Gran Port 1810,
- HMS Africaine kurzfristig von Franzosen besetzt 1810,
- HMS Ceylon kurzfristig von Franzosen besetzt 1810,
- HMS Cornwallis,
- HMS Nisus,
- HMS Menelaus,
- HMS Phoebe,
- HMS Doris,
- HMS Clorinde und
- HMS Psyché.

### Französische Flotte
- Venus erobert 1810 in Grand Port,
- Manche erobert 1810 in Grand Port,
- Bellone erobert 1810 in Grand Port,
- Caroline erobert in St. Paul 1809,
- Minerve erobert 1810 in Grand Port und abgewrackt,
- Astrée erobert 1810 in Grand Port,
- Néréide eroberte britische Fregatte, 1811 abgewrackt,
- Iphigenié eroberte britische Fregatte, 1810 in Grand Port zurückerobert.

### Ostindienfahrer
- HEICS Streatham
- HEICS Europe
- HEICS Lord Keith
- HEICS Windham
- HEICS United Kingdom
- HEICS Charlton
- HEICS Ceylon
- HEICS Astell

## Belletristische Rezeption
Patrick O’Brian hat den Feldzug in seinem Roman aus der Aubrey-Maturin Reihe Geheimauftrag Mauritius verewigt, allerdings in künstlerischer Freiheit kleinere Details ausgelassen. Auch Alexander Kent hat im Roman Dämmerung über der See diese Kriegsepisode niedergelegt.

## Weiterführende Literatur
- James Henderson: The frigates. An account of the lesser warships of the wars from 1793 to 1815. Woodsworth Editions, Ware Hertfordshire 1998, ISBN 1-85326-693-0.
- William M. James, Frederick Chamier: Naval History of Great Britain. Neue Ausgabe. Band 5. Bentley, London 1837.
- Patrick O’Brian: Geheimauftrag Mauritius. Aus dem Englischen von Jutta Wannenmacher und Klaus D. Kurtz. Ullstein, München 2001, ISBN 3-548-25203-6, (Jack-Aubrey-Serie 4), (Ullstein 25203).
- Anthony Price: The eyes of the fleet. A popular history of frigates and frigate captains 1793 - 1815. W. W. Norton, New York NY 1996, ISBN 0-393-03846-7.
- Tom Wareham: The Star captains. Frigate command in the Napoleonic Wars. Chatham Publishing, London 2001, ISBN 1-86176-169-4.